# Johanniterkommende Freiburg

Freiburg im Breisgau 1589 – links oben Ziffer 10 = Johanniterkommende

Die Johanniterkommende Freiburg war ein seit mindestens 1240 bestehendes Ordenshaus der Johanniter/Malteser in Freiburg im Breisgau, das 1677 in der Kommende Heitersheim aufging.

## Geschichte
Es gibt nicht belegbare Spekulationen, dass die Gründung des Freiburger Ordenshauses bereits vor 1207 durch die Zähringer oder auf deren Initiative der gegründet worden sei. Die früheste bekannte urkundliche Erwähnung datiert von 1240. Graf Konrad I. von Freiburg bestätigte beim Friedhof des Johanniterspitals Privilegien für die Dominikaner. 1252 wurde das Johanniterspital lediglich durch zwei Brüder betreut. Erst 1264 wird urkundlich ein eigener Komtur für die Freiburger Kommende genannt, während bis dahin das Ordenshaus vermutlich von Basel aus geleitet wurde. Das Haus stand im Freiburger Stadtteil Neuburg und befand sich zunächst außerhalb der Stadtbefestigungen. In den folgenden Jahrzehnten erhielt das Ordenshaus zahlreiche Stiftungen von Freiburger Bürgern und dem Adel. Die Ordensbrüder kamen aus dem ländlichen und städtischen Adel. 1269 zählte das Haus acht Brüder. Die Herren von Staufen förderten den Orden besonders und nahmen auch Führungspositionen ein.
Graf Egino II. von Freiburg verkaufte 1283 seine Burg Alzenach an die Johanniter. „Dem Männerkonvent war eine Gemeinschaft von Ordensschwestern angeschlossen, die als Kanonissen nach der Augustinusregel lebten und zwischen 1310 und 1398 belegt sind.“ 1390 gingen Wendlingen und Uffhausen in den Besitz des Johanniterhauses in Freiburg über.
1495 bestand die Freiburger Kommende der Johanniter aus einem großen Haus (28 Betten) mit einer großen Kirche (7 Altäre). Von Freiburg aus wurden auch vier weitere Ordensstandorte (membra) verwaltet. Neben Heitersheim waren dies Neuenburg am Rhein, Kenzingen und Thunstetten. Da der damalige Großprior von Deutschland, Rudolf von Werdenberg, seinen Sitz bereits in Heitersheim hatte, war dort schon der eigentliche Mittelpunkt und die Verwaltung der gesamten Kommende.
Das Freiburger membrum Heitersheim wurde 1505 eine eigene Kommende, wobei der Komtur von Freiburg oftmals in Personalunion auch Komtur von Heitersheim war.
Nachdem im Holländischen Krieg 1677 Freiburg von den Franzosen eingenommen wurde ließen diese die Vorstädte mit dem Johanniterhaus in der Neuburg abbrechen und durch ihren Festungsbaumeister Sébastien Le Prestre de Vauban Freiburg zu einer modernen Festung ausbauen. Da die Besitzungen um Heitersheim ohnehin größer waren und der Orden dort landesherrliche Rechte hatte, wurde daher 1677 die Freiburger Kommende mit jener von Heitersheim vereinigt.